# ایران دفتری
ایران دفتری (۱۲۸۶ – ۲ آذر ۱۳۷۴) بازیگر سینما و تئاتر اهل ایران بود.

## زندگی
معروف‌ترین نقش کارنامه بازیگری او در فیلم قیصر ساخته مسعود کیمیایی رقم خورد. او در این فیلم نقش مادر قیصر را بازی کرد. او همچنین برنده جایزه از جشنواره سپاس شد.

### درگذشت
ایران دفتری، سرانجام روز شنبه ۲ آذر ۱۳۷۴ در سن ۸۸ سالگی به دلیل کهولت سن درگذشت و پیکر وی در قطعه هنرمندان بهشت زهرا به خاک سپرده شد.

## فیلم مستند درباره وی
رخشان بنی‌اعتماد مستندی دربارهٔ او تحت عنوان آخرین دیدار با ایران دفتری ساخته‌است.

## نمایش‌ها
| - آرشین مالالان - آخرین لحظه - آغا محمدخان قاجار - ایده‌آل عشقی - بدرالدین و مه‌پاره - بلبل سرگشته - جان فدای وطن - حافظ و صاحب‌عیار | - خاقان می‌رقصد - خانوادهٔ فناشده - شیرین و فرهاد - علی بهانه‌گیر - مرد مرموز - نادرشاه - ناصرالدین‌شاه - یک شب در حرم |  |

## فیلم‌شناسی
- ۱ - شیربها (روبرت اکهارت) (۱۳۵۱)
- ۲ - گذر اکبر (۱۳۵۱)
- ۳ - نانجیب (۱۳۵۱)
- ۴ - ایوب (مهدی ژورک) (۱۳۵۰)
- ۵ - جان‌سخت (۱۳۵۰)
- ۶ - قلاب (۱۳۵۰)
- ۷ - کلبه‌ای آن‌سوی رودخانه (۱۳۵۰)
- ۸ - مردان سحر (اسماعیل نوری‌علا) (۱۳۵۰)
- ۹ - سکهٔ شانس (ایرج قادری) (۱۳۴۹)
- ۱۰ - قهرمانان (ژان نگولسکو) (۱۳۴۹)
- ۱۱ - قیصر (مسعود کیمیایی) (۱۳۴۸)
- ۱۲ - ببر مازندران (۱۳۴۷)
- ۱۳ - روزهای تاریک یک مادر (۱۳۴۶)
- ۱۴ - زیر گنبد کبود (۱۳۴۶)
- ۱۵ - خداحافظ تهران (ساموئل خاچیکیان) (۱۳۴۵)
- ۱۶ - عروس دریا (۱۳۴۴)
- ۱۷ - مردی که رنج می‌برد (۱۳۳۶)
- ۱۸ - برای تو (۱۳۳۴)
- ۱۹ - یک نگاه (۱۳۳۱)
- ۲۰ - پریچهر (۱۳۳۰)
- ۲۱ - خواب‌های طلایی (۱۳۳۰)
- ۲۲ - شکار خانگی (۱۳۳۰)
- ۲۳ - شیرین و فرهاد (عبدالحسین سپنتا) (۱۳۱۳)

## افتخارات
او برگزیدهٔ نقش دوم زن در دور دوم «جشنوارهٔ سینمایی سپاس» سال ۱۳۴۸ برای فیلم قیصر است.